# 漣彰人
漣 彰人（さざなみ あきと、1959年9月17日 - ）は、北海道テレビ放送 (HTB) の元アナウンサー。「さざなみ彰人」名義を用いたこともある。

## 来歴・人物
東京都世田谷区出身。法政大学第二高等学校→法政大学社会学部応用経済学科卒業。高校時代は水泳部、映画研究会に所属していた。1982年4月にHTBに入社。アメリカンフットボール、競馬に精通している。
かつては「ミッドナイトスペシャル　ザッツ・アニメーション」という、OVAを放映する深夜番組のパーソナリティを担当し、北海道にコアなアニメ文化を持ち込む役割を果たした。
2019年9月に定年退職したが、その後も報道部嘱託契約キャスターとして主に23時台のHTBニュースを担当した。65歳となる2024年9月末日の出演をもって引退。

## 過去の担当番組
- HTBニュース - 不定期出演
- スーパーJチャンネル - 道内ニュース担当
- サンデーステーション - 道内ニュース担当

- ミッドナイトスペシャル　ザッツ・アニメーション
- TVぴかぽん（1999年度も担当していたため、当時の姿が水曜どうでしょうClassic等にて番組参考写真が道外にも流れる）
- ビバ！情報BOX[2]
- 週刊Nanだ！Canだ！[2]
- 早起きクマさん[2]
- Hit Com[2]
- HTB土曜競馬中継
- スポーツ中継 - 実況担当[2]
- あなたとHTB
- HTBノンフィクション - ナレーション
- ドキュメンタリー 札幌交響楽団 アルプス交響曲 - ナレーション[4]